# Castillo de Monleón
El castillo de Monleón es una fortaleza tardo-medieval situada en el municipio de Monleón (Provincia de Salamanca, España).
El origen de la actual fortificación data del siglo XV, se levanta sobre una atalaya anterior construida a finales del siglo XII por Alfonso IX, rey de León, y que donó a su esposa doña Berenguela.
La fortaleza fue construida sobre un promontorio rodeado por dos ríos que antiguamente sirvieron de foso natural y elemento defensivo. Está ubicado en la esquina de la muralla de la localidad de la cual toma su nombre, a 50 km de Salamanca y a 80 km de la frontera con Portugal.

## Descripción
El castillo está construido con piedra de granito y está en buen estado de conservación. 
La figura de su Torre del Homenaje destaca sobre el caserío de la villa. Con 37 metros de altura, se levanta en uno de los extremos de la localidad, sirviendo de arranque a la muralla medieval. La torre se encuentra rematada con garitas voladas muy características del siglo XV. Cerca de la torre quedan vestigios de habitaciones y de una primera puerta en arco redondo. El acceso a la fortaleza de Monleón se hace mediante una puerta de arco de medio punto, protegida por dos torres armadas con saeteras. 
Es de propiedad particular, y se usa como vivienda.

## Historia
La villa de Monleón fue fundada sobre un teso aislado en campo abierto, al final de la sierra de Linares y cerca del río Alagón. 
El castillo fue construido en el siglo XV sobre una atalaya anterior. Se posee documentación escrita sobre diversas vicisitudes por las que atravesó el castillo de Monleón desde finales del siglo XII, cuando Alfonso XI lo dona a doña Berenguela en el año 1199. En el año 1475 el castillo resistió un asedio portugués, sublevándose posteriormente hasta el año 1477, en que fue rendido al Rey Católico no sin ofrecer una notable resistencia, defendido por la mujer de su alcaide, don Rodrigo Maldonado, quien no lo entregó sino a cambio de la vida de éste, gravemente amenazada por sus desafueros.
Ante sus muros tuvieron lugar acciones bélicas durante la guerra de sucesión castellana originada por la proclamación de Isabel como reina de Castilla.
A lo largo de los siglos la propiedad también cambió su uso en función de las incongruencias de los señores feudales a su cargo. Así pues, tuvo que soportar las disputas señoriales de sus terratenientes hasta comienzos del siglo XIX.
Tras la invasión francesa el edificio sufrió fuertes daños a nivel estructural y, en vez de mejorar, su situación se agravó durante el siglo XX. En este tiempo la propiedad pasó a manos de varios dueños. Finalmente, fue rescatada de la completa ruina gracias a una serie de intensas labores de reconstrucción.
Quedó protegido bajo la protección de la Declaración genérica del Decreto de 22 de abril de 1949 y la Ley 16/1985 sobre el Patrimonio Histórico Español.